# Gonzaga University
Gonzaga University – prywatny katolicki uniwersytet w Spokane, w stanie Waszyngton, w Stanach Zjednoczonych, założony w 1887 roku przez Josepha Cataldo, urodzonego we Włoszech kapłana i misjonarza Towarzystwa Jezusowego. Nazwa uniwersytetu pochodzi od jezuickiego świętego kościoła katolickiego Alojzego Gonzagi.
Uczelnia przyznaje stopnie licencjata, magistra i doktora za pośrednictwem siedmiu szkół wyższych: The College of Arts & Sciences, School of Business Administration, School of Education, School of Engineering & Applied Science, School of Law, School of Nursing & Human Physiology oraz School of Leadership Studies.

## Historia
Uniwersytet Gonzaga został założony w roku 1887 przez włosko-amerykańskiego kapłana Josepha Cataldo. Budowa rozpoczęła się na przełomie lat 1880–1881, została opóźniona do 1886, a szkołę otwarto w 1887 roku. Pierwszym przełożonym uczelni stał się ksiądz James Rebmann.
W 1894 roku uniwersytet przyznał dwóm studentom swoje pierwsze stopnie licencjackie. Czteropiętrowy budynek został przebudowany w 1897, a otworzony w 1899 roku jako nowy uniwersytet Gonzaga. W tym samym roku na terenie uczelni utworzono akademik i zaczął funkcjonować drewniany kościół św. Alojzego, a także zainstalowano instalację elektryczną. 

## Absolwenci
Absolwenci Uniwersytetu Gonzaga to m.in.: marszałek Izby Reprezentantów Stanów Zjednoczonych Tom Foley, były gubernator stanu Waszyngton Christine Gregoire, koszykarz NBA Hall of Fame John Stockton, światowej sławy wspinacz górski Jim Wickwire oraz oscarowy aktor i legendarny wokalista Bing Crosby.